# José Javier Rubio Gómez
José Javier Rubio Gómez (Torrente, Valencia, España, 16 de noviembre de 1984) es un futbolista español. Juega de mediocentro organizador y su equipo actual es el CD RODA de la Tercera División de España. 

## Trayectoria
Formado en las categorías inferiores del Valencia, pasó al Villarreal, donde llegó a debutar con el primer equipo en la temporada 2005-06. Después de esa campaña jugó en el Racing Portuense, de la Tercera división.Ontinyent fue otra parada más en su carrera.Fichado por el Murcia solo jugó en el filial. Regreso al Ontinyent en 2009. En todos ellos dejó una buena imagen, como acreditan diversas informaciones periodísticas y testimonios de sus entrenadores. Según todas estas fuentes, se trata de un jugador técnico, con dotes de mando en el centro del campo.

## Clubes
| Club                            | País   | Año       |
| ------------------------------- | ------ | --------- |
| Villarreal Club de Fútbol       | España | 2005-2006 |
| Racing Club Portuense           | España | 2006-2007 |
| Ontinyent Club de Fútbol        | España | 2007-2008 |
| Real Murcia Club de Fútbol "B"  | España | 2008-2009 |
| Ontinyent Club de Fútbol        | España | 2009-2011 |
| Deportivo Alavés                | España | 2011-2012 |
| Huracán Valencia Club de Fútbol | España | 2012-2013 |
| Club Deportivo Alcoyano         | España | 2012-2016 |
| Atlético Saguntino              | España | 2016-2017 |
| CD Castellón                    | España | 2017-     |